# Aniek van Alphen
Aniek van Alphen (* 1. Februar 1999 in Hapert) ist eine niederländische Radrennfahrerin, die auf Cyclocross spezialisiert ist.

## Sportlicher Werdegang
Van Alphen spielte in ihrer Jugend zunächst Korfball, bevor sie zu Cyclocross und Mountainbiken kam. Als Juniorin wurde sie bei den niederländischen Mountainbike-Meisterschaften 2017 Vierte und 2018 sowie 2019 in der U23 Zweite. Sie widmete sich jedoch ab 2018 verstärkt dem Cyclocross, wo sie als eine von wenigen Frauen fahrend über die Balken springen konnte und Unterstützung durch einen Sponsor fand.
Im Oktober 2019 gewann van Alphen ihr erstes Eliterennen in München. Im Jahr darauf konnte sie mit dem Sieg beim Rapencross, einem Rennen der Ethias-Cross-Serie, einen ersten Sieg in Belgien verbuchen. Im UCI-Cyclocross-Weltcup war sie regelmäßig unter den besten 20 zu finden. Ihre bedeutendsten Resultate waren als U23-Vizeweltmeisterin 2021 in Ostende, der Sieg 2022 im Superprestige-Rennen von Boom sowie ein Weltcup-Podiumsplatz 2023 im Cyclocross Maasmechelen.
In die Nationalmannschaft bei den Elite-Weltmeisterschaften wurde van Alphen erstmals 2023 berufen, musste aber wegen einer Corona-Erkrankung absagen. Bei den Cyclocross-Weltmeisterschaften 2024 kam sie auf den zwölften Rang.
In der Sommersaison ist van Alphen im Straßenradsport aktiv und fährt seit Gründung des Teams Ciclismo Mundial (heute Fenix-Deceuninck) für dieses. 2023 fuhr sie vorübergehend im Entwicklungsteam, kam aber 2024 in die erste Mannschaft zurück und fuhr unter anderem die Vuelta Femenina und den Giro Donne. Ersteres Rennen musste sie mit Schlüsselbeinbruch aufgeben, nachdem sie durch die weggeworfene Trinkflasche einer anderen Fahrerin zu Sturz gekommen war.

## Erfolge
2020/2021
 Weltmeisterschaften (U23)
2022/2023
Superprestige: Boom